# Masthope
 (août 2025).
Masthope est une census-designated place située dans le comté de Pike, dans l’État de Pennsylvanie, aux États-Unis. Lors du recensement de 2020, elle compte 681 habitants.